# Desenvolvimento infantil
Desenvolvimento infantil, consiste numa sequência ordenada de transformações progressivas resultando num aumento de grau de complexidade do organismo, distingue-se de crescimento por  referir-se as alterações da composição e funcionamento das células (diferenciação celular), à maturação dos sistemas e órgãos e a aquisição de novas funções. 
Para efeito de estudo tanto pode-se considerar a sucessão de fases um sistema orgânico isolado, por exemplo o timo e/ou o sistema imunológico, como o organismo como um todo, a exemplo da capacidade de locomoção, que depende tanto da maturação do sistema nervoso (incluindo características psicológicas) como músculo esquelético. 
O desenvolvimento do exame neurológico evolutivo é capaz de dectectar precocemente desde os primeiros sinais de disfunções graves como paralisia cerebral e deficiência mental até as denominadas disfunções cerebrais mínimas, possibilitando uma intervenção capaz de minimizar a progressão de danos.

## Estimulação essencial / intervenção precoce
Parece ser consensual a noção de que o desenvolvimento infantil é uma resultante da interação entre as características genéticas e o meio ambiente onde a criança se desenvolve. Entendendo-se como meio ambiente não apenas os fatores nutricionais, condição de exposição à agentes patogênicos, onde os cuidados com a saúde são fundamentais, sendo especialmente relevante exames capazes de identificar precocemente patologias potenciais ou em curso. 
Sabe-se também da necessidade de estímulos sensoriais para o desenvolvimento da capacidade de comunicação (fala) e coordenação psicomotora. Caldwell  analisando contextos familiares e institucionais desenvolveu a seguinte recomendação: o ambiente ideal para a criança pequena é aquele no qual ela é criada em seu próprio lar, no contexto de uma relação afetuosa e contínua com sua própria mãe, sob condições de estimulação sensorial variável (o.c. p. 82). Bowbly  em um trabalho feito sobre encomenda da Organização Mundial de Saúde compactua com a ideia de que a mãe é a pessoa melhor qualificada para promover uma relação interpessoal estável e afetuosa bem como um padrão necessário de estimulação sensorial, mas, distingue 3 condições típicas em que ocorre esse vínculo formador dos padrões de apego: (a) Seguro; (b) Inseguro/ Evitante; (c) Inseguro/ Ambivalente associados, respectivamente  à: (1) Condição da mãe estar disponível e constante; (2) Frequentemente não disponível ou emocionalmente rejeitadora e (3) Imprevisível e caótica. Naturalmente que é uma simplificação didática mas explícita que os tipos de personalidade e condições psicossociais tem consequências no desenvolvimento como pode ser expresso na máxima, atribuída à Lacan de que uma psicose se constrói em três gerações.
A puericultura desenvolvida nos programas de atenção primária à saúde instituindo padrões de cuidado de higiene, imunização e exames de detecção precoce de patologias específicas a exemplo do teste do pezinho bem como o atento olhar ao desenvolvimento e capacidade sensorial da criança é um grande passo da humanidade, contudo ainda nos resta o desafio de associar à condição de  desenvolvimento aos padrões de distúrbios de comportamento e doenças mentais sem que essa atenção estigmatize ou segregue em grupos de "párias".

## Galeria de imagens do desenvolvimento neuropsicomotor

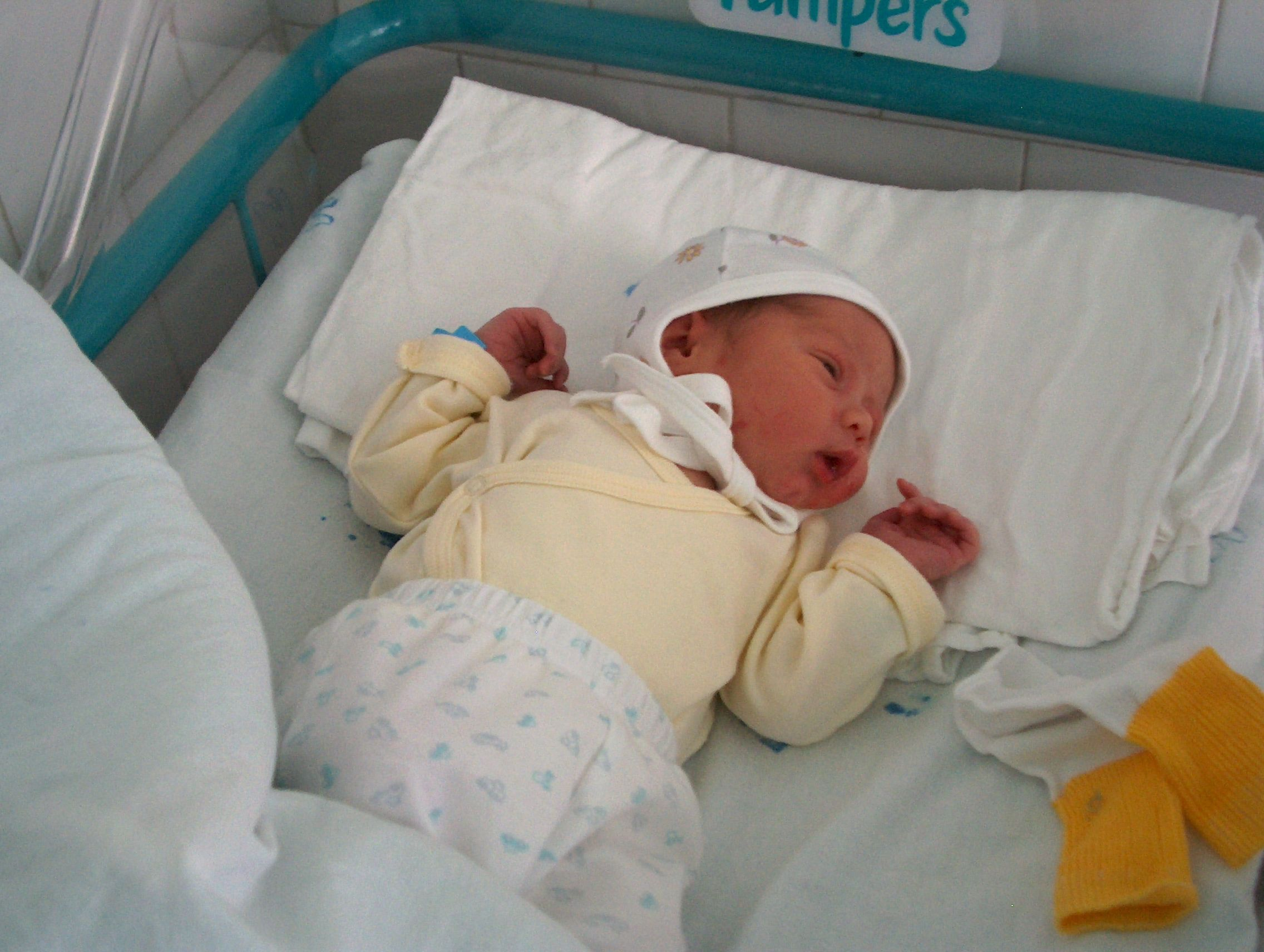
Primeiros dias
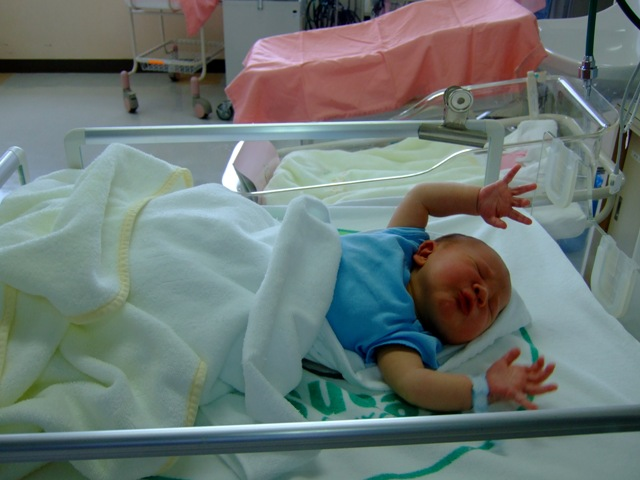
Reação padrão a estímulos súbitos (reflexo de moro)
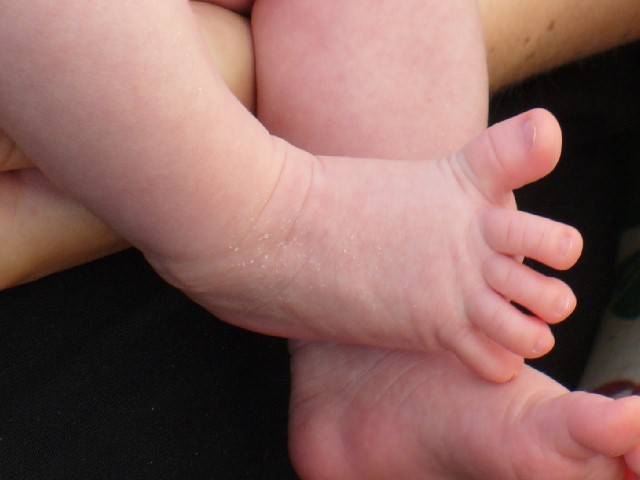
Perda da preensão plantar
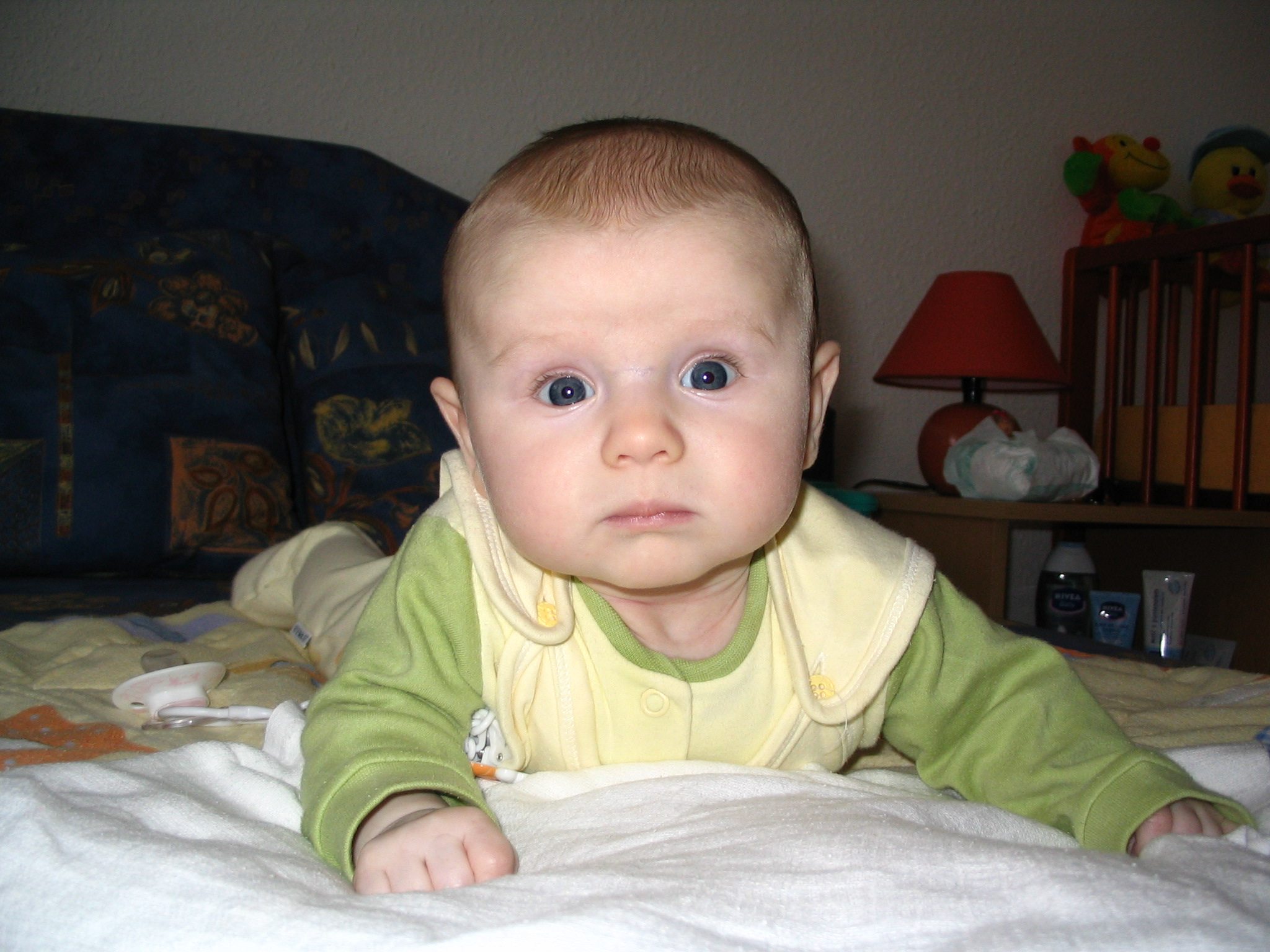
Capacidade de girar sobre si mesmo e arrastar-se

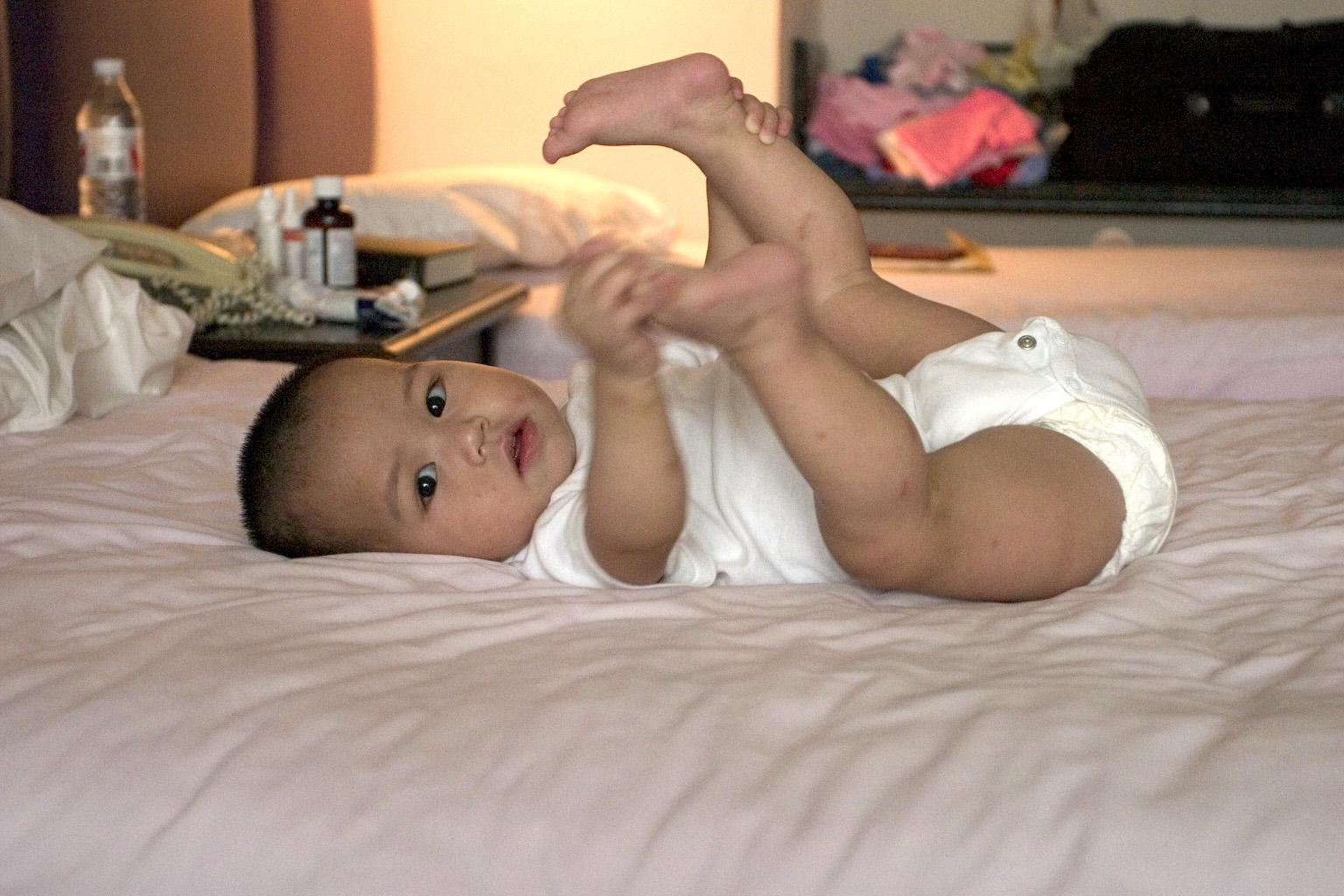
Atividade sistemática e lúdica de segurar os pés
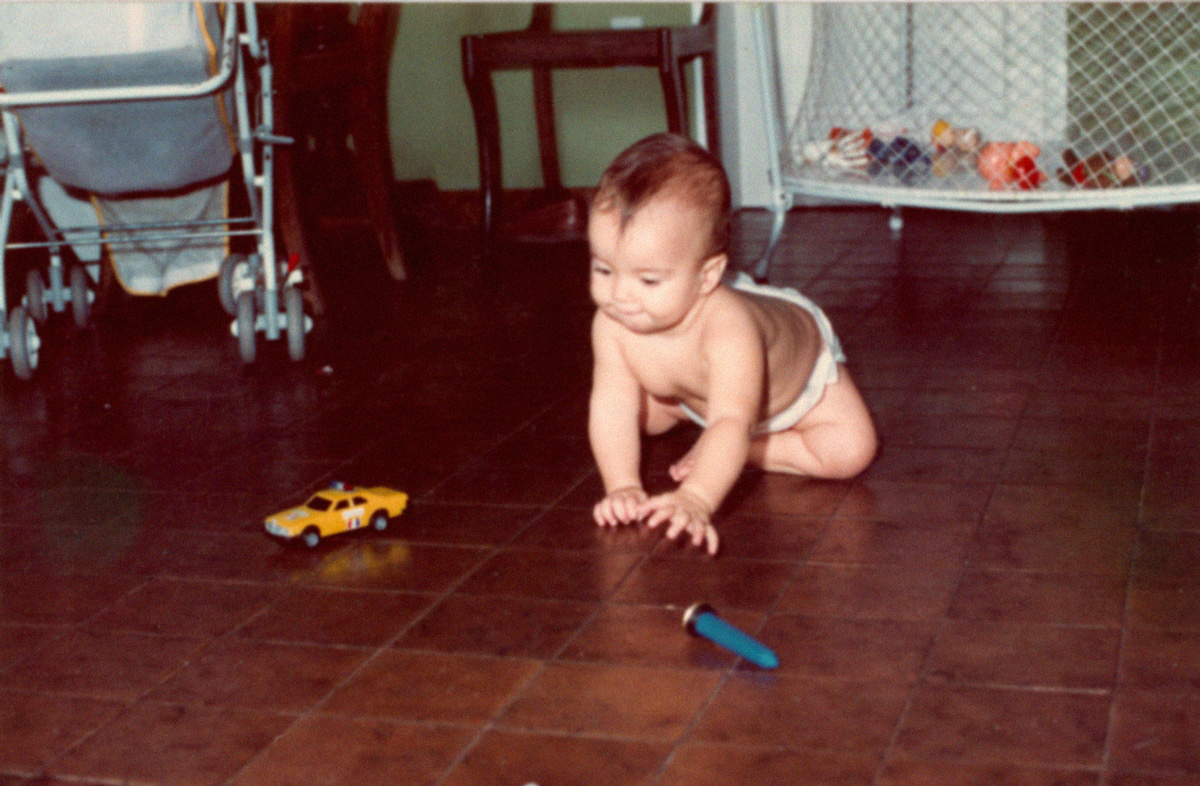
Entre 6 e 8 meses domina o gateio
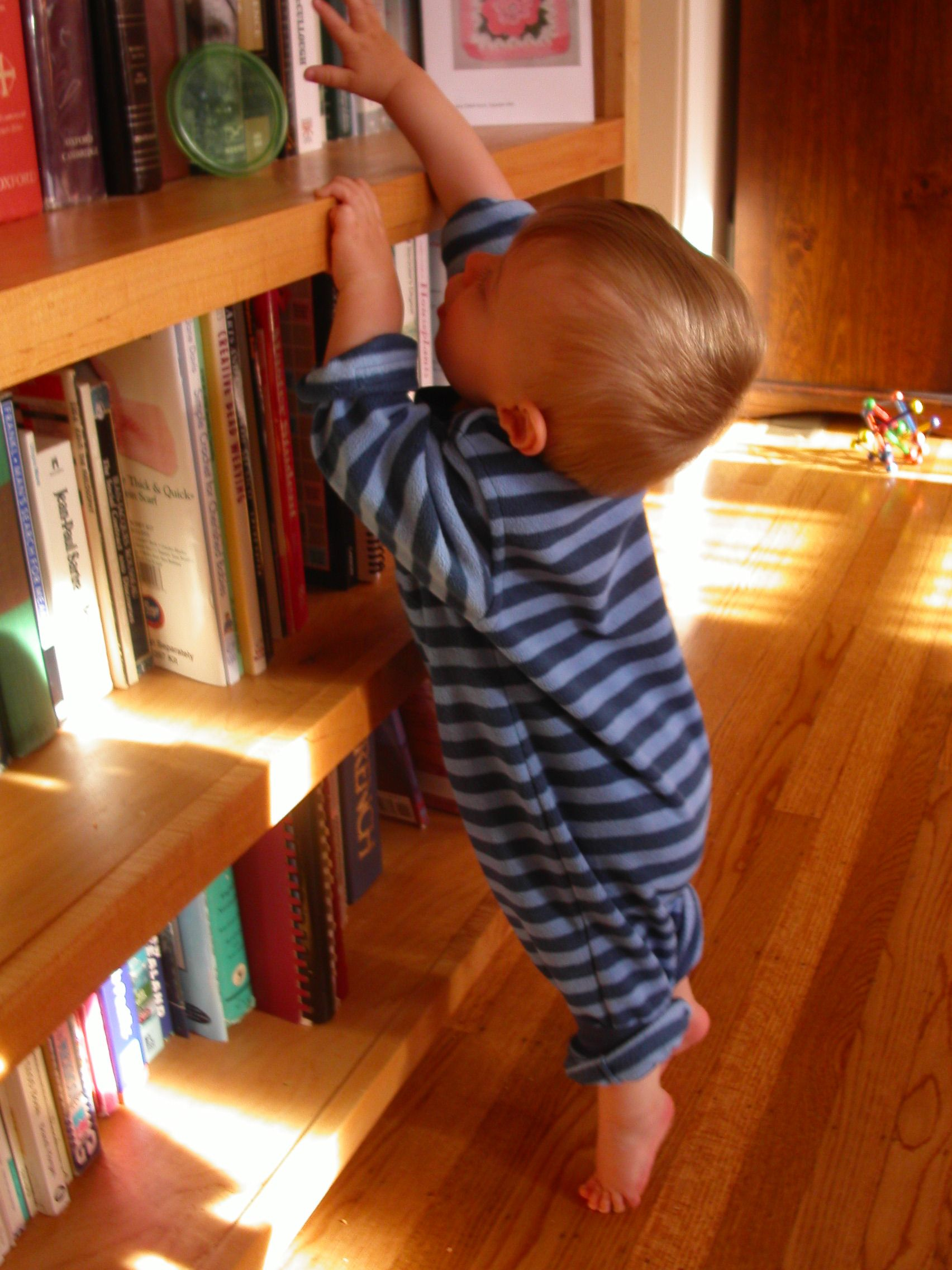
Engatinhar, levantar-se com apoio, explorar o ambiente
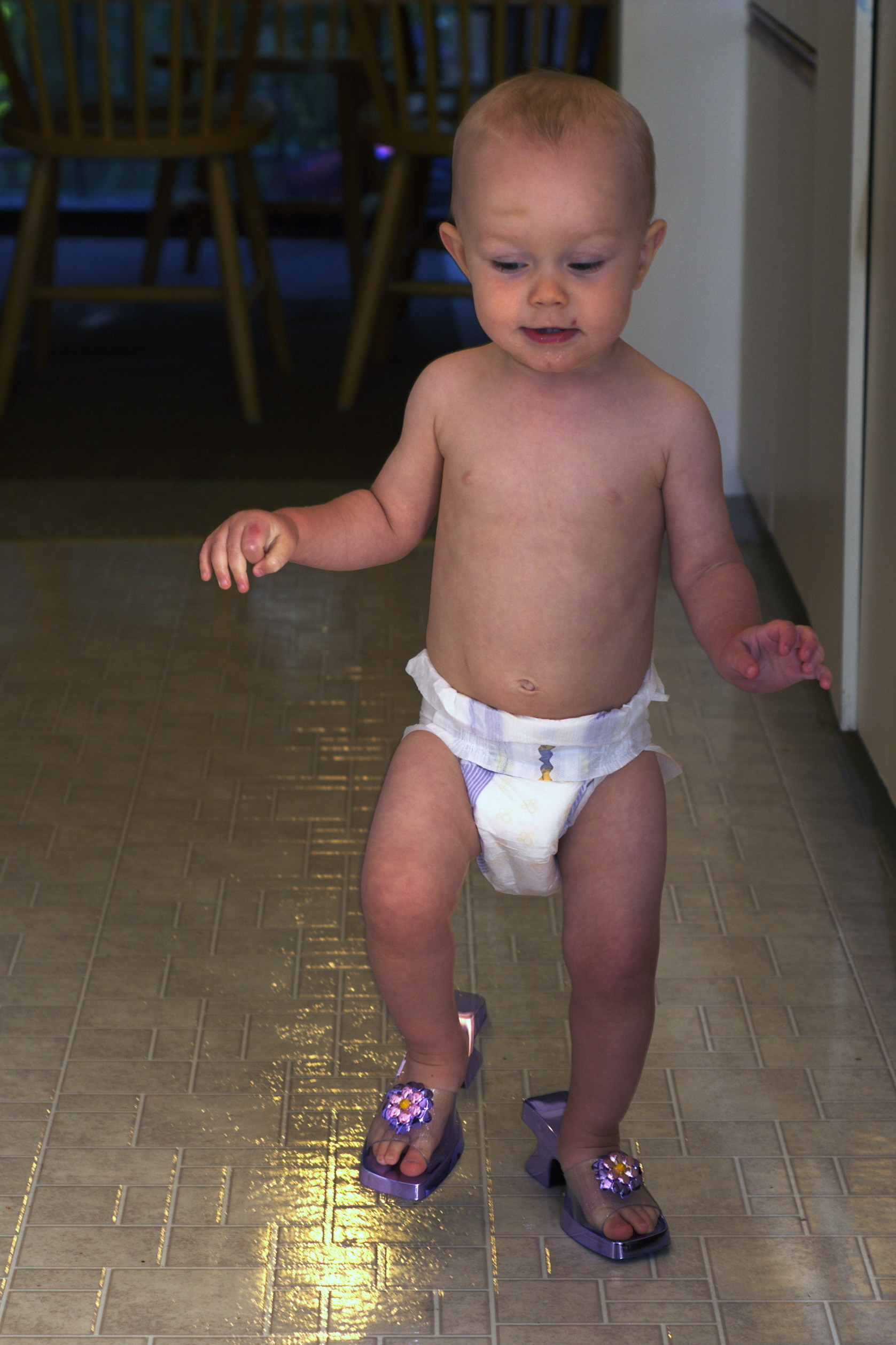
Primeiros passos

## Ver também

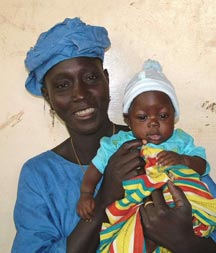
Mãe com seu filho na República da Gâmbia